# Мокрые майки
«Мокрые майки» — российский десятисерийный фильм, вышедший 4 июля 2024 года в онлайн-кинотеатре «Premier».

## Сюжет
Бывшая стриптизёрша Мара, а ныне содержанка бизнесмена Юрика, в своё 35-летие осознаёт, что годы идут и пора задуматься о будущем. 
Она просит своего «папика» подарить ей салон красоты. Юрич соглашается, но с условием — назначает её директором самого своего убыточного бизнеса — обычной автомойки на окраине города, и если за три месяца работы Мара выйдет в плюс, то салон красоты в шикарном бизнес-центре достанется ей.
Работяги на автомойке не воспринимают всерьёз новую управляющую и добавляют к имени Мара две обидные буквы «Шм». А зря, ведь новоявленной бизнесвумен движет мощная мотивация: не повторить судьбу своей коллеги Линды, брошенной спонсором и теперь работающей заправщицей на автозаправке. На помощь в суровом мужском бизнесе Маре приходит местный бомж по прозвищу «Дед» (Семён Фурман), который в силу возраста уже не смотрит ниже глаз девушки, а по глазам Мары понимает, что она вообще-то девка умная, и объясняющий, что таких работяг, из-за которых бизнес убыточен, надо гнать, и Мара увольняет ленивых нахалов и зовёт на помощь лучших подружек-стриптизёрш: Риту, Полину и Соню. 
Майки и юбки покороче, губки в руки и вперёд! Ни один автовладелец больше не сможет проехать мимо самой соблазнительной мойки. 
В каждом двадцатиминутном эпизоде команда стриптизёрш-автомойщиц попадают в неловкие и комичные нестандартные ситуации, выходя победительницами.

## В ролях
- Мария Горбань — Мара
- Ирина Темичева — Рита
- Диана Кафф — Полина
- Маруся Климова — Соня
- Семён Фурман — Григорий Палыч, Дед, работник автомойки
- Вячеслав Разбегаев — Юрич, любовник Мары
- Давид Манукян — Игорь
- Маргарита Шабардыгина — Нина
- Рафаил Эйвазов — Рафик, работник автомойки
- Дэнис Дэхам — Жора, работник автомойки
- Денис Сладков — Серёга, работник автомойки
- Игорь Лифанов — юбиляр-псих
- Роман Шпагин — доктор скорой помощи
- Антон Левин — бухгалтер
- Надежда Говорун — клиентка-блондинка
- Елизавета Позднякова — Леся, маникюрщица
- Ашот Кещян — Саркис
- Аслан Бижоев — Ашот, брат Саркиса
- Александр Сычёв — Аурум, скандальный художник
- Кристина Айвазовская — агент Аурума
- Иван Латушко — Саша, одноклассник
- Айгуль Мильштейн — Лена

## Критика
Фильм позиционировался как «российский комедийный телесериал с уклоном в лёгкую эротику», однако:

Сразу хочется заметить: несмотря на провокационное название и возрастной ценз «18+», никакого разврата вам тут не покажут. А все ужимки и пляски со шлангами вокруг машин на автомойке довольно безобидны, и стриптиз напоминают весьма отдалённо. Первых двух шуток хватило, чтобы понять: юмор — тоже явно не конёк авторов этой комедии.— Оксана Чертова, «Metro Москва»

## Рецензии
- Оксана Чертова — Мария Горбань освоила профессию автомойщицы в новом сериале // Metro Москва, 7 июля 2024
- Вадим Съедин — Услада для скуфов: Обзор сериала «Мокрые Майки» от Premier // GameMAG, 4 июля 2024
- Екатерина Болгова — Потрите спинку, пожалуйста! Мария Горбань с подругами воплощает мужские мечты в сериале «Мокрые майки» // Комсомольская правда, 6 июля 2024